# Нидерландские Антильские острова на летних Олимпийских играх 1988
Нидерландские Антильские острова принимали участие в летних Олимпийских играх 1988 года в Сеуле (Корея) в восьмой раз за свою историю, и завоевали одну серебряную медаль. Это первая олимпийская медаль Нидерландских Антильских островов. Всего выступили три участника, из них одна женщина.

## Участники
Ниже приведен список участников Игр
| Спорт          | Мужчины | Женщины | Всего |
| -------------- | ------- | ------- | ----- |
| Парусный спорт | 1       | 0       | 1     |
| Стрельба       | 0       | 1       | 1     |
| Плавание       | 1       | 0       | 1     |
| Total          | 2       | 1       | 3     |

## Серебро
- Парусный спорт, мужчины — Ян Бурсма.

## Результаты

### Плавание
Мужчины на дистанции 50 метров вольным стилем
- Хилтон Вудс

Финал Б — 23.65 (→ 16 место)
Мужчины на дистанции 100 метров вольным стилем
- Хилтон Вудс

Финал Б — 51.25 (→ 16 место)

### Стрельба
Женская пневматическая винтовка, 10 метров
- Jeanne Yvette Lopes

Предварительный раунд 45 место.